# Speculum
Speculum (полное наименование Speculum : A Journal of Medieval Studies, с англ. — «Зеркало: Журнал медиевистики») — ежеквартальный научный журнал по медиевистике, издаваемый Издательством Чикагского университета от имени Американской академии медиевистики. Основан в 1926 году и является самым цитируемым научным журналом по тематике. Основная специализация — история Западной Европы с V по XIV век н. э., но также встречаются статьи по византинистике, арменистике, славистике и ориенталистике. С 2019 года главный редактор — PhD Кэтрин Людвиг Янсен.

## История
Идея создания журнала была положена в 1921 году в Американской ассоциации современных языков, руководство которой хотело создать авторитетное междисциплинарное издание. Основанный журнал стал единственным на тот момент научным изданием, в котором регулярно публиковались статьи по исследованиям латинского языка, в первую очередь по его средневековой версии. Первоначально журнал издавался в Нью-Йорке ставшей соучредителем Американской академией медиевистики, но затем был продан Издательству Чикагского университета, который публикует его и поныне.